# 田実泰良
田実 泰良（たじつ やすよし、1925年8月19日 - 1982年6月）は日本映画のプロデューサー。

## 経歴
1950年に慶應義塾大学卒業と同時に東宝撮影所演出部に入社。1953年に東宝社員となる。監督の黒澤明や松林宗恵の下で助監督をした。1963年文芸部に配属され1965年に契約者となる。1971年に日本創造企画に入社し博覧会物をプロデュースする。その後日本映画プロデューサー協会事務局長を務めたが、1982年6月癌の為死亡。

## 代表作

### 映画
| 公開年月日     | 作品名                                  | 制作（配給）                     | 役職                         |
| -------------- | --------------------------------------- | -------------------------------- | ---------------------------- |
| 1952年10月9日  | 生きる                                  | 東宝                             | 監督助手                     |
| 1954年4月26日  | 七人の侍                                | 東宝                             | 監督助手                     |
| 1955年11月22日 | 生きものの記録                          | 東宝                             | 監督助手                     |
| 1957年1月15日  | 蜘蛛巣城                                | 東宝                             | 監督助手                     |
| 1957年9月17日  | どん底                                  | 東宝                             | 監督助手                     |
| 1958年3月12日  | 家内安全                                | 東宝                             | 監督助手                     |
| 1958年12月28日 | 隠し砦の三悪人                          | 東宝                             | 監督助手                     |
| 1960年4月26日  | ハワイ・ミッドウェイ大海空戦 太平洋の嵐 | 東宝                             | 監督助手                     |
| 1961年4月25日  | 社長道中記                              | 東宝                             | チーフ助監督                 |
| 1961年10月8日  | 世界大戦争                              | 東宝                             | チーフ助監督                 |
| 1963年1月3日   | 太平洋の翼                              | 東宝                             | プロデューサー               |
| 1964年3月20日  | こんにちは赤ちゃん                      | 東宝                             | プロデューサー               |
| 1964年8月11日  | 宇宙大怪獣ドゴラ                        | 東宝                             | プロデューサー               |
| 1965年3月13日  | 陽のあたる椅子                          | 東宝                             | プロデューサー               |
| 1965年6月19日  | 太平洋奇跡の作戦 キスカ                 | 東宝                             | プロデューサー               |
| 1967年5月27日  | 上意討ち 拝領妻始末                     | 東宝 三船プロダクション （東宝） | 製作担当者                   |
| 1973年9月8日   | 人間革命                                | 東宝映像 シナノ企画 （東宝）     | エグゼクティブプロデューサー |

### 博覧会
| 期間          | 期間          | 博覧会名           | 主催                       | 担当パビリオン | 製作会社、スポンサー          | 役職               |
| ------------- | ------------- | ------------------ | -------------------------- | -------------- | ----------------------------- | ------------------ |
| 1970年3月14日 | 1970年9月13日 | 日本万国博覧会     | 財団法人日本万国博覧会協会 | 三菱未来館     | 東宝 （三菱グループ）         | プロデューサー補佐 |
| 1975年7月20日 | 1976年1月18日 | 沖縄国際海洋博覧会 | 日本政府                   | 三菱未来館     | 日本創造企画 （三菱グループ） | プロデューサー補佐 |